# Cot Leupeung
Cot Leupeung är en kulle i Indonesien.   Den ligger i provinsen Aceh, i den västra delen av landet, 1 700 km nordväst om huvudstaden Jakarta. Toppen på Cot Leupeung är 127 meter över havet.
Terrängen runt Cot Leupeung är platt åt nordost, men åt sydväst är den kuperad. Terrängen runt Cot Leupeung sluttar norrut.Runt Cot Leupeung är det ganska tätbefolkat, med 116 invånare per kvadratkilometer. I omgivningarna runt Cot Leupeung växer i huvudsak städsegrön lövskog.